# Karl Stählin
Karl Stählin (manchmal als Carl Stählin oder Karl August Staehlin; * 21. Januar 1865 in Breitenau; † 29. August 1939 in Berlin) war ein auf Osteuropa und die russische Geschichte spezialisierter deutscher Historiker.

## Leben
Der lutherische Pfarrerssohn trat nach dem Besuch des Augsburger Gymnasiums St. Anna 1883 als Einjährig-Freiwilliger in das 5. Infanterie-Regiment „Großherzog Ernst Ludwig von Hessen“ der Bayerischen Armee ein. Als Leutnant absolvierte Stählin von 1890 bis 1893 die Kriegsakademie, die ihm die Qualifikation für den Generalstab und das Lehrfach (Taktik, Militär-Geographie) aussprach. Im Jahr darauf zum Oberleutnant befördert, wurde er Adjutant des Bezirkskommandos Bamberg. 1896 folgte seine Kommandierung in die Zentralstelle des Generalstabs. Stählin ließ sich kurz darauf beurlauben, studierte an der Universität Leipzig Geschichte und schloss sein Studium 1902 mit der Promotion zum Dr. phil. ab. Zwischenzeitlich war Stählin 1899 aus dem Militärdienst verabschiedet worden. Nach Archivstudien in Großbritannien habilitierte er sich 1905 an der Philosophischen Fakultät der Universität Heidelberg für Mittlere und Neuere Geschichte, woraus sein 1908 erschienenes zweites Buch über Francis Walsingham hervorging. Nach der Zeit als Privatdozent und ab 1910 außerordentlicher Professor in Heidelberg erhielt er 1914 seinen ersten Ruf:

„Stählin übernahm 1914 auf Anraten seines Lehrers [d. i. Erich Marcks] und dessen Freundes Friedrich Meinecke, die ihrerseits ihren Freund Walter Goetz in Straßburg entsprechend berieten, die Nachfolge des Kollegen seines Lehrers aus der Baumgartenschule Wilhelm Wiegand in Straßburg. 6 Jahre später, nach dem Verlust der Straßburger Universität, wurde er, erneut auf Initiative insbesondere Fr. Meineckes, nach Berlin berufen: auf den Lehrstuhl für Osteuropäische Geschichte, obwohl sich Stählin mit diesem Bereich historischer Forschung bislang nur ganz am Rande beschäftigt hatte.“

Mit Ausbruch des Ersten Weltkriegs wurde Stählin zum Militärdienst reaktiviert, als Adjutant des II. Bataillons im Landwehr-Infanterie-Regiment 5 eingesetzt und kurz drauf zum Hauptmann befördert. 1916 folgte seine Versetzung als Dritter Adjutant zum AOK Falkenhausen, bis er 1917 entlassen wurde.
Seinen 1920 erhaltenen letzten Lehrstuhl hatte er in Berlin bis 1933 inne. Zu seinen Schülern gehört der 1924 von Stählin promovierte Osteuropa-Historiker Fritz T. Epstein.
Stählin verfasste eine breit angelegte Geschichte Russlands von den Anfängen bis zur Gegenwart und übertrug unter Mitwirkung von Karl Weyer den Briefwechsel Iwans des Schrecklichen mit dem Fürsten Kurbsky aus den Jahren 1564 bis 1579 aus dem Altrussischen.

## Schriften (Auswahl)

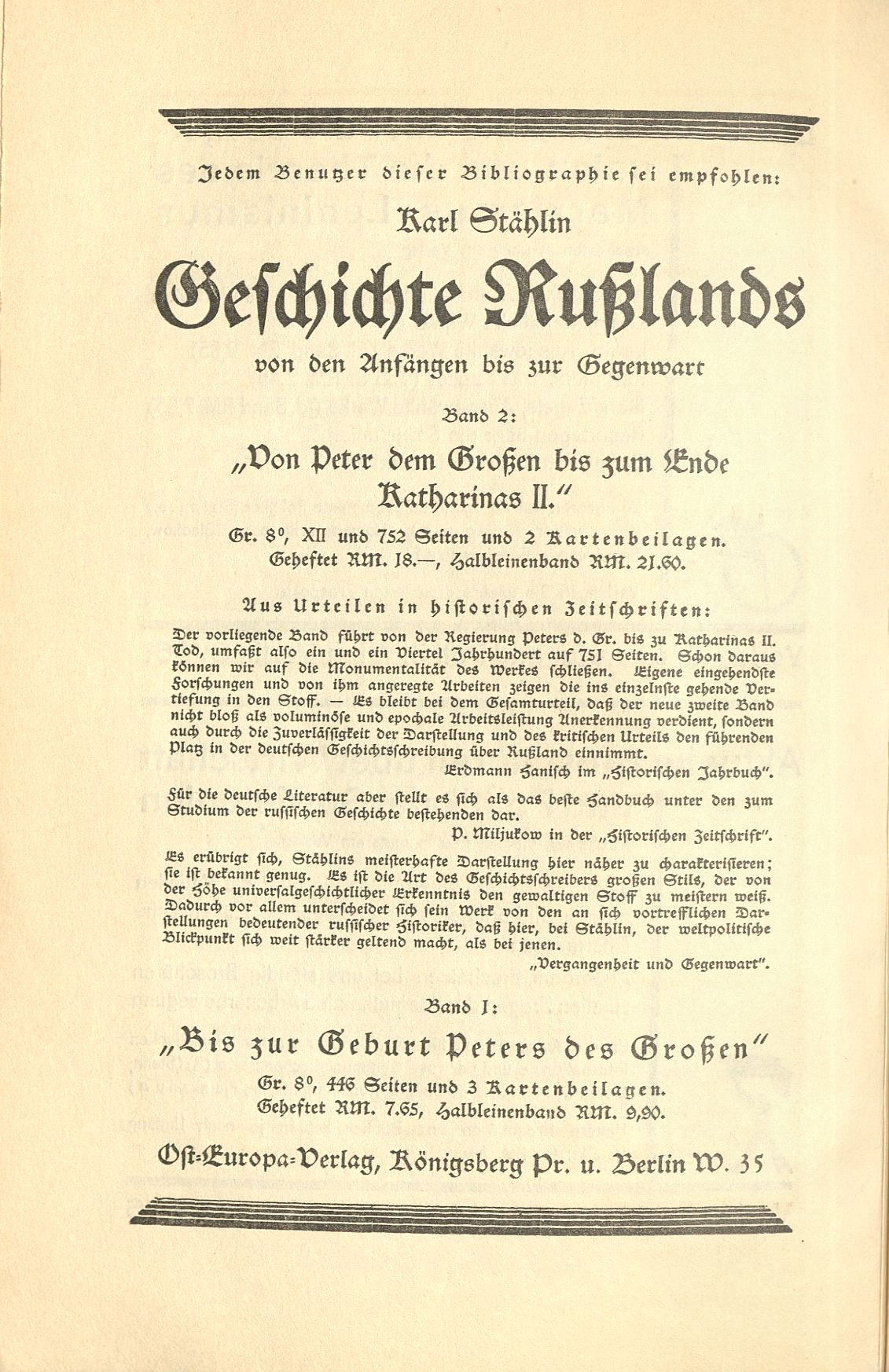
Verlagsanzeige (1933)

- Der Kampf um Schottland und die Gesandtschaftsreise Sir Francis Walsinghams im Jahre 1583. Teubner, Leipzig 1902 (Dissertation, Universität Leipzig).
- Die Walsinghams bis zur Mitte des 16. Jahrhunderts. Hörning, Heidelberg 1905. Digitalisat
- Sir Francis Walsingham und seine Zeit. Winter, Heidelberg 1908.
- Das äussere und das innere Problem im heutigen Britisch-Indien: Vortrag. Winter, Heidelberg 1908.
- Der Deutsch-Französische Krieg 1870/71. Winter, Heidelberg 1912.
- Über Rußland, die russische Kunst und den großen Dichter der russischen Erde [= Tolstoi]. Winter, Heidelberg 1913.
- Weltgeschichte des letzten Menschenalters. Winter, Heidelberg 1917.
- Politische und kulturelle Geschichte Elsass-Lothringens. In: Karl Strupp (Hrsg.): Unser Recht auf Elsass-Lothringen. Ein Sammelwerk. Duncker & Humblot, München 1918
- Persönlichkeiten und Reformbewegungen im Zeitalter der ersten Romanows. Schroeder, Bonn 1919.
- Jacob v. Stählin. Historia, Leipzig 1920.
- Geschichte Elsaß-Lothringens. Oldenbourg, München 1920.
- Der Briefwechsel Iwans des Schrecklichen mit dem Fürsten Kurbskij (1564–1579) (= Quellen und Aufsätze zur russischen Geschichte. Bd. 3). Eingeleitet und aus dem Altrussischen übertragen unter Mitwirkung von Karl Weyer. Historia-Verlag Paul Schraepler, Leipzig 1921.
- Geschichte Russlands von den Anfängen bis zur Gegenwart. 4 Bände. Ost-Europa-Verlag, Berlin 1923–1939.
- Aus den Papieren Jacob von Stählins: Ein biographischer Beitrag zur deutsch-russischen Kulturgeschichte des 18. Jahrhunderts. Ost-Europa-Verlag, Königsberg 1926.
- War der 1764 getötete Gefangene von Schlüsselburg der russische Exkaiser Ivan VI.? Eine historisch-kritische Untersuchung (= Quellen und Aufsätze zur russischen Geschichte. Bd. 6). Ost-Europa-Verlag, Königsberg 1927.
- hrsg. mit Arthur Luther: Alexander Puschkin in seinen Briefen (= Quellen und Aufsätze zur russischen Geschichte. Bd. 7). Ost-Europa-Verlag, Königsberg 1927.
- Russisch-Turkestan gestern und heute (= Quellen und Aufsätze zur russischen Geschichte. Bd. 12). Ost-Europa-Verlag, Königsberg 1935.